# Timo Berger

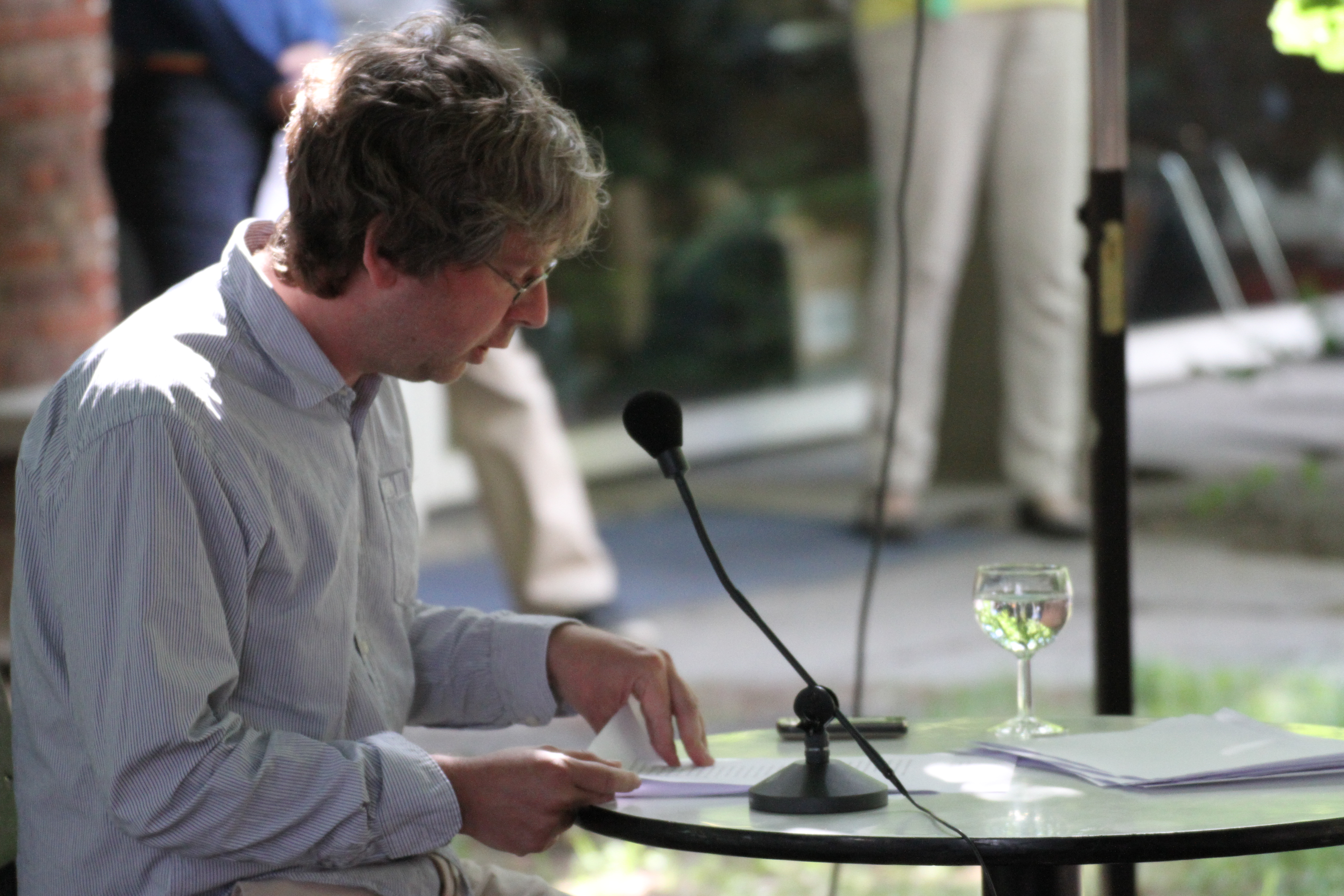

Timo Berger nació en 1974 en Stuttgart, Alemania. Es poeta, traductor, periodista y productor cultural.

## Trayectoria
En 2004 funda y codirige hasta 2007 el Festival de poesía Salida al Mar (Argentina). En 2006 funda con Rike Bolte el Festival Latinale (Berlín) dedicado a la literatura latinoamericana, el cual dirige hasta la actualidad con la mencionada catedrática de la universidad de Barranquilla. Tradujo al alemán a autores como Washington Cucurto, Edgardo Cozarinsky, Fabián Casas, Pola Oloixarac y Sergio Raimondi (Argentina), tanto como Laura Erber (Brasil) y Kalaf (Angola), Silvio Rodríguez (Cuba) y Luis Chaves (Costa Rica). En 2008 publicó el libro de poemas "Ferne Quartiere" en la editorial Lyrikedition 2000 (Alemania). Ha colaborado con Eloísa Cartonera y fundado con Ausias Navarro Millèt PapperLaPapp, la primera editorial cartonera en Alemania. Coordinó los eventos poéticos alemanes en la Feria Internacional del Libro de Guadalajara en 2011, año en que Alemania fue país invitado de honor. Una de las actividades gestionadas por Berger fue un árbol de poesía. Desde el 2023 dirige con Tomás Cohen el proyecto "Vocations", que crea nuevas canciones de arte colaborando con poetas y compositores contemporáneos.

## Publicaciones
Esta es una lista incompleta de sus trabajos publicados:
- Música Muerta (Santiago de Chile, Ediciones Litost, 2019)
- AmérikaNo Amérika (México D.F., Editorial Bonobos, 2012)
- A cien cuadras del centro y otros poemas (San José/Costa Rica, Editorial Germinal, 2011)
- Con mis botas kosakas (La Propia Cartonera, Montevideo, 2010)
- Fiebre/ Fieber. Seis poetas mexicanos traducen a seis poetas alemanes y viceversa (México D.F., Cielo Abierto, 2011)
- Luces Intermitentes. Nueve Poetas Alemanes (Guadalajara/ México, Paraísos Perdidos, 2009)
- Enjambre Berlinés. Doce Poetas Latinoamericanos (Bahía Blanca y Buenos Aires/ Argentina, Ediciones VOX y GRUMO, 2008)
- A cien cuadras del centro. Poemas (Bahía Blanca/ Argentina, Ediciones VOX, 2006)
- Sex and Sound (Buenos Aires/ Argentina, Eloísa Cartonera, 2005)
- Literatura Skin (Buenos Aires/ Argentina, Eloísa Cartonera, 2003)
- Destino de todos los paraguay y los que quieren ser (Buenos Aires/ Argentina, Casa de la Poesía, 2002)
- No soy gay, soy bi (Buenos Aires/ Argentina, Ediciones del Diego, 1999)

## Traducciones
- Kryptozän (título original: Las constelaciones oscuras). Novela de Pola Oloixarac (Berlín, Verlag Klaus Wagenbach, 2016)
- Jesus liebt dich nicht (título original: Cristo no te ama). Poemas de Julián Herbert (Berlín, Verlagshaus Johannes Franck, 2014).
- Die berauschende Wirkung von Bilsenkraut (título original: Tiempo de beleño). Novela de Javier Fernández de Castro (Berlín, Verlag Klaus Wagenbach, 2013).
- In Erinnerung an einen vorzüglichen Wein (título original: Cuentos de otroño). Nouvelle de Javier Fernández de Castro (Berlín, Verlag Klaus Wagenbach, 2011).
- Lob der Trägheit (título original: Ocio). Novela de Fabián Casas (Berlín, Rotbuch, 2009)
- Bamby am Broadway (título original: Burundanga). Cuentos cortos de Edgardo Cozarinsky (Berlín, Verlag Klaus Wagenbach, 2009)